# Glavni kvantni broj
U kvantnoj mehanici, glavni kvantni broj (simbol n) je jedan od četiri kvantna broja koji su dodeljeni svim elektronima u atomu da bi se opisalo stanje elektrona. Kao diskretna promenljiva, glavni kvantni broj je uvek ceo broj. Kako se  povećava, broj elektronskih ljuski se povećava i elektron provodi više vremena dalje od jezgra. Kako se  povećava, elektron je takođe pri višoj energiji i, zbog toga, manje čvrsto je vezan za jezgro. Ukupna energija elektrona, kao što je opisano u daljem tekstu, je negativna inverzna kvadratna funkcija glavnog kvantnog broja n.
Glavni kvantni broj je originalno stvoren za upotrebu u poluklasičnom Borovom modelu atoma. Ovim brojem se označavaju različiti energetski nivoi. Razvojem savremene kvantne mehanike, jednostavni Borov model zamenjen je složenijom teorijom atomskih orbitala. Međutim, savremena teorija i dalje zahteva postojanje glavnog kvantnog broja.
Pored glavnog kvantnog broja, ostali kvantni brojevi za vezane elektrone su azimutalni kvantni broj ℓ, magnetni kvantni broj  i spinski kvantni broj s.

## Derivacija
Postoji skup kvantnih brojeva povezanih sa energetskim stanjima atoma. Četiri kvantna broja n, ℓ, m, i s određuju kompletno i jedinstveno kvantno stanje jednog elektrona u atomu, koje se naziva njegovom talasnom funkcijom ili orbitalom. Dva elektrona koji pripadaju istom atomu ne mogu imati iste vrednosti za sva četiri kvantna broja, prema Paulijevom principu isključenja. Talasna funkcija Šredingerove talasne jednačine svodi se na tri jednačine koje kad se reše dovode do prva tri kvantna broja. Stoga su jednačine za prva tri kvantna broja međusobno povezane. Glavni kvantni broj nastao je kao rešenje radijalnog dela talasne jednačine kao što je prikazano u nastavku.
Šredingerova talasna jednačina opisuje energiju sopstvenih stanja sa odgovarajućim realnim brojevima En i konačnom ukupnom energijom, vrednost . Energije vezanog stanja elektrona u atomu vodonika date su sa:
{\displaystyle E_{n}={\frac {E_{1}}{n^{2}}}={\frac {-13.6{\text{ eV}}}{n^{2}}},\quad n=1,2,3,\ldots }
Parametar n može da poprimi samo pozitivne celobrojne vrednosti. Koncept nivoa energije i notacija preuzeti su iz ranijeg Borovog modela atoma. Šredingerova jednačina je razvila ideju od ravanskog dvodimenzionalnog Borovog atoma do modela trodimenzionalne talasne funkcije.
U Borovom modelu, dozvoljene orbite su izvedene iz kvantizovanih (diskretnih) vrednosti orbitalnog momenta impulsa, L prema jednačini
{\displaystyle \mathbf {L} =n\cdot \hbar =n\cdot {h \over 2\pi }}
gde je  = 1, 2, 3, … i naziva se glavni kvantni broj, a h je Plankova konstanta. Ova formula nije tačna u kvantnoj mehanici, jer je magnituda momenta impulsa opisana azimutnim kvantnim brojem, ali nivoi energije su tačni i klasično odgovaraju zbiru potencijalne i kinetičke energije elektrona.
Glavni kvantni broj n predstavlja relativnu ukupnu energiju svake orbitale. Nivo energije svake orbitale povećava se kako se povećava njena udaljenost od jezgra. Skupovi orbitala iste n vrednosti često se nazivaju elektronskim ljuskama ili nivoima energije.
Minimalna energija izmenjena tokom bilo koje interakcije talas-materija je produkt talasne frekvencije pomnožene sa Plankovom konstantom. Zbog toga talas prikazuje pakete energije slične česticama koji se nazivaju kvantovi. Razlika između nivoa energije koji imaju različit n određuje emisioni spektar elementa.
U notaciji periodnog sistema, označene su glavne ljuske elektrona:
na bazi glavnog kvantnog broja.
Glavni kvantni broj je povezan sa radijalnim kvantnim brojem, , jednačinom:
{\displaystyle n=n_{r}+\ell +1\,}
gde je ℓ azimutalni kvantni broj, i  je jednako broju čvorova u radijalnoj talasnoj funkciji.
Definitivna ukupna energija za kretanje čestica u običnom Kulonovom polju i sa diskretnim spektrom, data je jednačinom:
{\displaystyle E_{n}=-{\frac {Z^{2}\hbar ^{2}}{2m_{0}a_{B}^{2}n^{2}}}=-{\frac {Z^{2}e^{4}m_{0}}{2\hbar ^{2}n^{2}}}},
gde je:
- {\displaystyle a_{B}} - Borov radijus,
- {\displaystyle n} - glavni kvantni broj.

Ovaj diskretni energetski spektar nastao je rešenjem kvantno-mehaničkog problema kretanja elektrona u Kulonovom polju. On se podudara sa spektrom koji je dobijen uz pomoć primene Bor-Somerfeldovih pravila kvantizacije do klasične jednačine. Radijalni kvantni broj određuje broj čvorova radijalne talasne funkcije {\displaystyle R(r)}..

## Vrednosti
U hemiji, vrednosti n = 1, 2, 3, 4, 5, 6, 7 se koriste u odnosu na teoriju elektronske školjke, sa očekivanim uključivanjem n = 8 (i eventualno 9) za još neotkrivenu periodu od 8 elemenata. U atomskoj fizici, više n se ponekad javlja za opis pobuđenih stanja. Posmatranja međuzvezdane sredine otkrivaju spektralne linije atomskog vodonika koje uključuju n reda stotina; otkrivene su vrednosti do 766 were detected.

## Literatura
- Dirac, Paul A. M. (1982). Principles of quantum mechanics. Oxford University Press. ISBN 0-19-852011-5.
- Griffiths, David J. (2004). Introduction to Quantum Mechanics (2nd ed.). Prentice Hall. ISBN 0-13-805326-X.
- Halzen, Francis & Martin, Alan D. (1984). QUARKS AND LEPTONS: An Introductory Course in Modern Particle Physics. John Wiley & Sons. ISBN 0-471-88741-2.
- Beiser, A. (1987). Concepts of Modern Physics (4th изд.). McGraw-Hill (International). ISBN 0-07-100144-1.
- Atkins, P. W. (1977). Molecular Quantum Mechanics Parts I and II: An Introduction to Quantum Chemistry. 1. Oxford University Press. ISBN 0-19-855129-0.
- Eisberg, R.; Resnick, R. (1985). Quantum Physics of Atoms, Molecules, Solids, Nuclei, and Particles (2nd изд.). John Wiley & Sons. ISBN 978-0-471-87373-0.
- Peleg, Y.; Pnini, R.; Zaarur, E.; Hecht, E. (2010). Quantum Mechanics. Schuam's Outlines (2nd изд.). McGraw Hill (USA). ISBN 978-0-07-162358-2.
- Atkins, P. W. (1977). Molecular Quantum Mechanics Part III: An Introduction to Quantum Chemistry. 2. Oxford University Press.
- Krane, K. S. (1988). Introductory Nuclear Physics. John Wiley & Sons. ISBN 978-0-471-80553-3.
- Bernstein, Jeremy (2009). Quantum Leaps. Cambridge, Massachusetts: Belknap Press of Harvard University Press. ISBN 978-0-674-03541-6.
- Bohm, David (1989). Quantum Theory. Dover Publications. ISBN 978-0-486-65969-5.
- Liboff, Richard L. (2002). Introductory Quantum Mechanics. Addison-Wesley. ISBN 978-0-8053-8714-8.
- Merzbacher, Eugen (1998). Quantum Mechanics. Wiley, John & Sons, Inc. ISBN 978-0-471-88702-7.
- Sakurai, J.J. (1994). Modern Quantum Mechanics. Addison Wesley. ISBN 978-0-201-53929-5.
- Shankar, R. (1994). Principles of Quantum Mechanics. Springer. ISBN 978-0-306-44790-7.
- Stone, A. Douglas (2013). Einstein and the Quantum. Princeton University Press. ISBN 978-0-691-13968-5.